# 白百合 (文芸誌)
『白百合』（しらゆり）は、明治期の文芸雑誌。明星などで活動した前田林外、岩野泡鳴、相馬御風によって設立された東京純文社の機関誌として1903年（明治36年）11月に創刊され、1907年（明治40年）2月に廃刊した。前田林外による民謡の連載はのちに『日本民謡全集』として刊行された。